# Nodulaire dermatose
Nodulaire dermatose of LSD (als afkorting van het Engelse Lumpy skin disease) is een veeziekte veroorzaakt door een virus. Runderen zijn het meest vatbaar voor nodulaire dermatose, maar het virus kan zichzelf ook vermeerderen in schapen en geiten. Oryxen, giraffen en impalas zijn na experimentele infectie ook gevoelig gebleken voor nodulaire dermatose. In het veld moet echter de rol van wilde dieren in het verspreiden van de ziekte nog worden aangetoond. Het nodulaire dermatose-virus is zeer nauw verwant aan het schapen- en geitenpokkenvirus. Nodulaire dermatose staat vanwege de vergaande economische gevolgen die het kan hebben op de A-lijst van de OIE (Wereldorganisatie voor Diergezondheid).

## Ziekteverwekker
Het virus dat nodulaire dermatose veroorzaakt is een dsRNA-virus van het geslacht Capripoxvirus uit de familie van de Poxviridae. Er is serotype bekend van het nodulaire dermatose virus.
Eigenschappen:
- vatbaar voor 120 minuten op 55 °C of 20 minuten op 65 °C
- vatbaar voor een sterk basis of zure pH
- vatbaar voor ether (20%), chloroform en formaline (1%)
- vatbaar voor carbolzuur (2%/15 min)
- kan tot 33 dagen buiten een gastheer overleven, voornamelijk in opgedroogde huidschilfers

## Besmetting
Het vermoeden bestaat dat nodulaire dermatose een vectorziekte is; er is alleen nog geen specifieke vector bekend. Wel zijn er een aantal insectensoorten die de rol van mechanische vector kunnen hebben in de verspreiding van nodulaire dermatose. Zulke mechanische vectoren zijn de muggensoorten: Culex mirificens and Aedes natrionus en de vliegensoorten: Stomoxys calcitrans and Biomyia fasciata. Het virus kan in deze soorten maximaal 4 dagen overleven. Besmetting kan ook plaatsvinden door direct contact. Besmette dieren scheiden het virus uit in neusuitvloeiingen, kwijl, huidschilfers, melk en sperma.

## Ziekteverschijnselen
De incubatietijd van nodulaire dermatose is ongeveer 12 dagen. Een besmetting met nodulaire dermatose kan volledig subklinisch zijn, maar kan ook met ernstige symptomen verlopen en de dood tot gevolg hebben. De ernst van de symptomen is sterk afhankelijk van de opgebouwde specifieke weerstand tegen de ziekte. Het aantal dieren dat ziekteverschijnselen vertoont na besmetting met nodulaire dermatose varieert tussen 3% en 80%. Ook de mortaliteit als gevolg van nodulaire dermatose kan sterk variëren. Gewoonlijk ligt de mortaliteit tussen 1% en 3%, maar er zijn ook uitbraken van de ziekte bekend met een mortaliteit van 75 à 85%.
Symptomen:
- verhoogde lichaamstemperatuur 40 – 41,5 °C
- gezwellen of knobbels tot 1 – 5 cm of zelfs groter
- sterke afname lichaamsgewicht; overmatig kwijlen
- pijnlijke knobbels op de snuit, rug, poten, scrotum, oogleden, oren en slijmvliezen
- kreupelheid als gevolg van ontstoken pezen.
- oppervlakkige lymfeknopen kunnen opzwellen tot 4 – 10 maal hun normale omvang

## Verspreiding
De eerste bekende uitbraak van nodulaire dermatose was in 1929 in Zambia. Tot 1988 kwam nodulaire dermatose alleen voor in Afrikaanse landen onder de Sahara. In 1988 verspreidde de ziekte zich naar Egypte en Koeweit. Uit Egypte verspreidde de ziekte zich in 1989 naar Israël. Deze uitbraak is overwonnen door alle besmette en verdachte dieren te vernietigen (te "ruimen"). Israël is het enige land waar nodulaire dermatose na uitbraak weer is uitgeroeid.

## Bestrijding
Er bestaat een vaccin tegen nodulaire dermatose. Ook kan een vaccin tegen een Keniaanse variant van schapen- en geitenpokken zorgen voor immuniteit tegen nodulaire dermatose. Na vaccinatie zijn de dieren minimaal twee jaar en waarschijnlijk de rest van hun leven immuun tegen de ziekte. In landen waar nodulaire dermatose heerst is vectorcontrole naast inenten een belangrijke manier om de dieren te beschermen tegen de ziekte. Mochten er toch dieren ziek worden, dan is het ruimen van de zieke dieren de beste manier om te voorkomen dat de ziekte zich verder verspreidt.
Voor gebieden zoals de Europese Unie die vrij zijn van de nodulaire dermatose is het van belang te voorkomen dat de vector voet aan de grond krijgt. Dit kan door vectorcontrole van schepen en vliegtuigen. Binnen de Europese Unie geldt een importverbod van runderen en kleine herkauwers uit landen waar nodulaire dermatose heerst. Mocht de ziekte toch uitbreken in Europa door import van dieren of vectoren, dan dienen alle zieke dieren te worden geruimd. In dat geval is het mogelijk dieren in te enten om verdere verspreiding van de ziekte te voorkomen.